# سيدجيس
بلدية سيدجيس (بالكاتالانية: Sitges) هي إحدى بلديات مقاطعة برشلونة، والتي تقع في منطقة كاتالونيا، شرق إسبانيا.
يبلغ عدد سكانها 28,269 نسمة وفقاً لإحصائية سنة (2015).

## توأمة
لسيدجيس اتفاقيات توأمة مع كل من:
- Andorra, Teruel [الإنجليزية]‏
- مونيمفاسيا
- بآينير لوشون

## أعلام
- إسحاق كاربونيل
- أنطونيو منجوتيه
- مانويل موتا
- كارمين سيرفيرا
- كريستوفر سمول